# キノリン-4-カルボン酸-2-オキシドレダクターゼ
キノリン-4-カルボン酸-2-オキシドレダクターゼ(quinoline-4-carboxylate 2-oxidoreductase)は、次の化学反応を触媒する酸化還元酵素である。
キノリン-4-カルボン酸 + 受容体 + H2O {\displaystyle \rightleftharpoons } 2-オキソ-1,2-ジヒドロキノリン-4-カルボン酸 + 還元型受容体
反応式の通り、この酵素の基質はキノリン-4-カルボン酸と受容体と水、生成物は2-オキソ-1,2-ジヒドロキノリン-4-カルボン酸と還元型受容体である。
組織名はquinoline-4-carboxylate:acceptor 2-oxidoreductase (hydroxylating)で、別名にquinaldic acid 4-oxidoreductase, quinoline-4-carboxylate:acceptor 2-oxidoreductase (hydroxylating)がある。